# 화본역
화본역(Hwabon station, 花本驛)은 대구광역시 군위군 산성면 화본리에 있었던 중앙선의 철도역이다.
군위군 유일의 여객열차 정차역으로, 일부 무궁화호 열차가 정차했다. 1938년에 중앙선의 보통역으로 여객 취급을 시작했으며, 중앙선의 복선 전철화와 함께 의흥면 파전리 방향으로 철로가 이설됨에 따라 의흥면 연계리에 신설한 군위역으로 업무를 이관한 후 2024년 12월 20일에 봉림역 및 우보역과 함께 폐역됐다. 관광테마 역으로 최근 개발되었기 때문에, 역사 건물 자체와 급수탑은 관내 유적으로 보존 중이다.
역 구내에 급수탑이 남아 있으며, 한국철도공사 선정 준철도기념물로 지정되어 있다. 역 광장에는 박해수 시 '화본역'이 적힌 시비가 있다.

## 개요
화본역이 있는 화본마을은 마을 동쪽의 조림산을 ‘산은 꽃의 뿌리와 같으므로 꽃의 근본이다’는 뜻의 산여화근고화본(山如花根故花本)이라고 명명한 것에서 그 이름이 유래되었다.
역 내에는 급수탑이 있다. 이 급수탑은 1930년대 말에 지어졌고, 높이 25m, 지름 4m이다. 급수탑 내부에는 인부들이 남긴 것으로 보이는 '석탄 절약' '석탄 정돈' 등의 낙서가 새겨져 있다. 또한 객차를 개조한 카페도 운영 중이며, 철도관사를 숙박 시설로 활용하고 있다.
역 근처에는 폐교된 옛 산성중학교 건물을 개조해 만든‘엄마 아빠 어렸을 적에'라는 테마 박물관이 있다.
폐역된 후에는 역 북쪽의 화전리에서 원산리를 통해 연계리로 가는 군위역 연결 군도를 통해 군위역을 이용해야 한다. 자차로 이동할 때 화전리 - 원산리 - 군위역 - 연계리 군도를 이용하면 되며, 화본역에서 급행9-2번을 통해 군위역으로 이동이 가능하지만 급행9-2번은 화전리 - 원산리 - 군위역 - 연계리 군도를 거치지 않고 의흥면사무소와 파전리로 돌아서 군위역으로 내려온다.
폐지된 이후에는 군위군에서 역 부지를 임대하여 임시로 무료개방하고 있다. 군위군에서는 간이역을 테마로 한 관광 자원과 컨텐츠를 개발하여 화본역 일대를 군위의 대표 관광지로 정비하겠다는 방침이다.

## 연혁
- 1936년 12월 10일 : 현재의 역사 준공
- 1938년 12월 1일 : 보통역으로 영업 개시[2]
- 1977년 5월 1일 : 화물 취급 중지[3]
- 1990년 1월 1일 : 소화물 취급 중지[4]
- 1997년 6월 1일 : 봉림 관리역으로 지정
- 2006년 12월 22일 : 역사 지붕 개량 및 보수
- 2006년 12월 28일 : 간이역 시비가 세워짐
- 2011년 : 화본역 역사 개수
- 2024년 9월 27일 : 폐역 고시[5]
- 2024년 12월 15일 : 여객취급 중지
- 2024년 12월 20일 : 폐역

## 사진

역사 (광장쪽)
역사 (선로쪽)
승강장
화본역 시비 (박해수 시인)
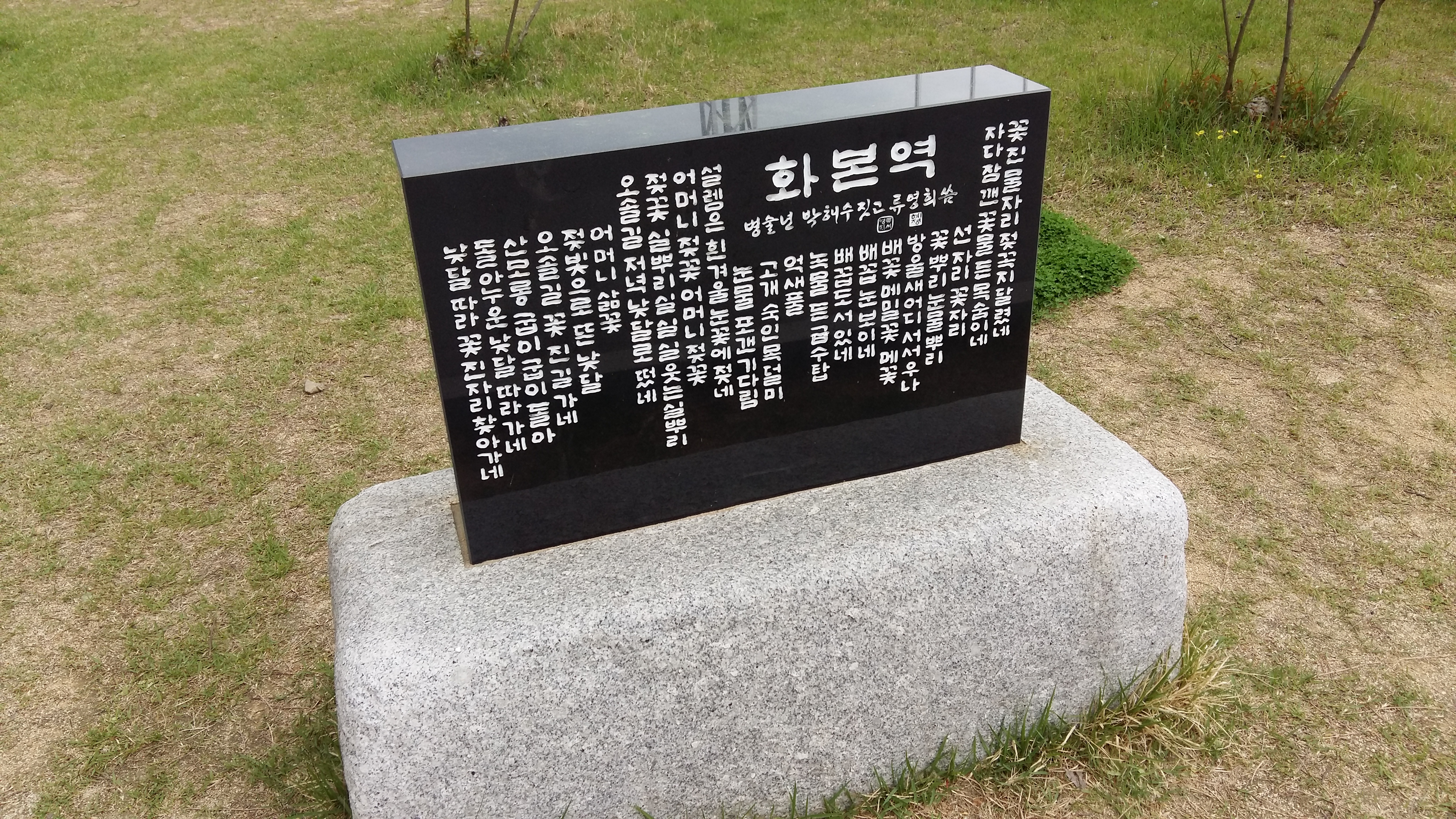
화본역 시비2

## 기타
화본역 급수탑 내부에 삼국유사의 용마가 들어셨다.